# Anatoli Lasarewitsch Kolodkin
 Anatoli Lasarewitsch Kolodkin (russisch Анатолий Лазаревич Колодкин; * 27. Februar 1928 in Leningrad; † 24. Februar 2011) war ein russischer Jurist. Er war von 1996 bis 2008 Richter am Internationalen Seegerichtshof.

## Leben
Nach einem Studium an der Staatlichen Universität Leningrad war er von 1956 bis 1968 Abteilungsleiter am Central Marine Scientific Research Institute in Leningrad. Dann wechselte er an das staatliche Institut zur Erforschung des maritimen Transportwesens in Moskau, dessen stellvertretender Direktor er lange Zeit war. 1971 promovierte Kolodkin an der Staatlichen Universität Leningrad, an der er sich 1985 auch habilitierte. Ab 1981 war er Präsident der Maritime Law Association und Professor an der Lomonossow-Universität.

## Publikationen (Auswahl)
- Seefriedensrecht: das völkerrechtl. Regime d. Territorialgewässer, d. Anschlusszone u. d. hohen Meeres. Nomos, Hamburg 1973, ISBN 978-3-7890-9633-4.
- Stability in the law of the sea. In: Lori Fisler Damrosch (Hrsg.): Beyond confrontation: international law for the post-Cold War era.  Westview Press, Boulder 1995, ISBN 0-8133-8923-2, S. 165. zusammen mit Bernard H. Oxman